# Turritellopsis marplatensis
Turritellopsis marplatensis is een slakkensoort uit de familie van de Mathildidae. De wetenschappelijke naam van de soort is voor het eerst geldig gepubliceerd in 1986 door Castellanos & Landoni.